# 落合一泰
落合 一泰（おちあい かずやす、1951年 - ）は、日本の文化人類学者。明星大学学長、一橋大学名誉教授。第2回クリストファー・デコルミエ賞受賞。

## 人物・経歴
東京都出身。東京教育大学附属駒場高等学校卒業。1975年東京大学農学部農業経済学科卒業。1983年ニューヨーク州立大学オールバニ校大学院人類学科博士課程修了、人類学博士（Ph.D. in Anthropology）。1984年東京大学大学院社会学研究科文化人類学専門課程博士課程単位取得満期退学、中部大学国際関係学部国際文化学科専任講師。1985年中部大学国際関係学部国際文化学科助教授。1988年帝京大学文学部国際文化学科助教授。1991年茨城大学教養部助教授。1994年茨城大学教養部教授。1996年茨城大学人文学部人文学科教授。1997年一橋大学大学院社会学研究科地球社会研究専攻相関文明論（文化人類学）教授。2010年国立大学法人一橋大学理事・副学長（教育・学生担当）。2015年明星大学付属教育研究機関明星教育センター教授。2018年明星大学副学長。この間日本文化人類学会理事、NHK高校講座監修・講師等も務めた。マヤ研究に対してInstitute for Mesoamerican Studies The Christopher DeCormier Award受賞。指導学生に青木深など。
2019年12月18日、学校法人明星学苑（東京都日野市）は、明星大学大橋有弘学長の任期が2020年3月31日に満了することに伴い、明星学苑理事会において落合一泰明星大学副学長を次期学長に選任した。任期は2020年4月1日から2024年3月31日までの4年間。

## 著書
- 『マヤ――古代から現代へ』岩波書店、1984年
- 『謎のマヤ文明・インカ文明』光文社文庫、1987年
- 『ラテンアメリカン・エスノグラフィティ』弘文堂、1987年